# Francisco Ibáñez de Peralta
Francisco Ibáñez de Segovia y Peralta. (Madrid, España; 1644 - Lima, Perú; 25 de mayo de 1712) fue un administrador público imperial español y gobernador del Reino de Chile entre 1700 y 1709.

## Biografía
Bautizado el 14 de abril de 1644, era hijo de Mateo Ibáñez de Segovia y Elvira de Peralta Cárdenas. Fue caballero de la Orden de San Juan. Sirvió en la Escuadra de Sicilia en 1672. Estuvo en las campañas de Flandes, Cataluña y Francia.
Fue nombrado Gobernador de Chile, cargo que desempeñó hasta 1709. Llegó al país con el rango de General de Ejército. 
Le sucedió Juan Andrés de Ustariz, quien le ordenó salir del país en 1712. Acudiendo a la orden del nuevo Gobernador, viajó a Perú, y falleció poco después de su regreso a Lima, el 25 de mayo de 1712.